# Florin Prunea
Florin Prunea (Bucarest, 8 agosto 1968) è un ex calciatore rumeno, di ruolo portiere.
Ha giocato per la maggior parte della sua carriera nella Dinamo Bucarest e ha fatto parte della sua nazionale per 11 anni, giocando da titolare il campionato del mondo 1994.

## Carriera

### Club
Inizialmente impiegato come portiere di riserva, si trasferisce dalla Dinamo alla U Cluj, dove diventa titolare per le due stagioni che vi disputa; all'Universitatea Craiova ha lo stesso trattamento, diventando un punto fisso della squadra. Nel 1992 torna alla Dinamo, dove rimane fino al 1998. Dopo il trasferimento all'U Cluj inizia un vagabondaggio per l'Europa che lo porta a vestire le maglie di Litex Loveč, Erzurumsport e Skoda Xanthi.

### Nazionale
Dal 1990 al 2001 ha fatto parte più o meno continuativamente della nazionale di calcio rumena, giocando 40 partite. Dal 1994 inizia il dualismo per il posto da titolare con Bogdan Stelea.

## Palmarès

### Club
- Campionato rumeno: 2

Universitatea Craiova: 1990-1991
Dinamo Bucarest: 2001-2002
- Coppa di Romania: 2

Universitatea Craiova: 1990-1991
Dinamo Bucarest: 2000-2001